# Vojtěch Černý (kněz)
Vojtěch Černý (24. dubna 1877 Radimovice u Tábora – 6. srpna 1970 Senohraby) byl český římskokatolický kněz, čestný kanovník Katedrální kapituly u sv. Štěpána v Litoměřicích.

## Život
Katolický kněz vysvěcený v roce 1902, od roku 1914 farář v Loučni v okrese Nymburk. Byl literátem a autorem homiletických promluv. Již jako kaplan psal do časopisů Kazatel, Rádce duchovní a Krátké řeči duchovní. Později byl literárně činný v Katolických novinách. Byl oblíbeným kazatelem a mnoho z jeho kázání bylo uveřejněno.
Za svou dlouholetou homiletickou činnost byl jmenován čestným kanovníkem litoměřické katedrální kapituly. Stal se biskupským vikářem, konzistorní radou v Litoměřicích a osobním arciděkanem v Loučeni. Zemřel v 93 letech v kněžském domově v Senohrabech a byl pohřben ve svém rodném kraji v Horkách u Tábora.